# Berthold de Rheinfelden
Berthold de Rheinfelden, ou Berthold Ier de Souabe (né vers 1060 – mort le 18 mai 1090), fut duc de Souabe de 1079 jusqu'à sa mort.

## Biographie
Berthold de Rheinfelden est le fils unique de Rodolphe de Rheinfelden, l'anti-roi des Romains élu en opposition à l'empereur Henri IV du Saint-Empire. L'identité de sa mère et l'année de sa naissance demeurent incertaines.
Après son élection comme anti-roi en 1077, Rodolphe, confiné en Saxe et cherchant à établir son autorité dans le sud de l'Allemagne opposé à l'empereur, transmet à son fils le duché de Souabe en 1079. Cependant, Berthold doit faire face à Frédéric de Büren, le fiancé d'Agnès, la fille d'Henri IV, qui a été nommé par ce dernier duc de Souabe et  qui dispose d'une assise territoriale supérieure à la sienne dans le duché.
Pendant la guerre civile qui déchire l'empire, la Souabe se trouve au cœur du conflit. En 1084, Berthold se trouve encerclé par les partisans d'Henri IV. Bien qu'il dispose de forces non négligeables, il intervint peu dans le conflit et laisse  ensuite le devant de la scène à ses alliés Berthold II de Zähringen et Welf IV. Lorsqu'il meurt sans héritier en 1090, il est inhumé dans le monastère de Saint-Blaise. Son beau-frère Berthold II de Zähringen, qui lui-même avait des prétentions sur le duché de Souabe, lui succède dans son titre contesté.

## Source
- (en) Cet article est partiellement ou en totalité issu de l’article de Wikipédia en anglais intitulé « Berthold I, Duke of Swabia » (voir la liste des auteurs), édition du 8 mai 2014.